# Улица Лорье (Гатино)

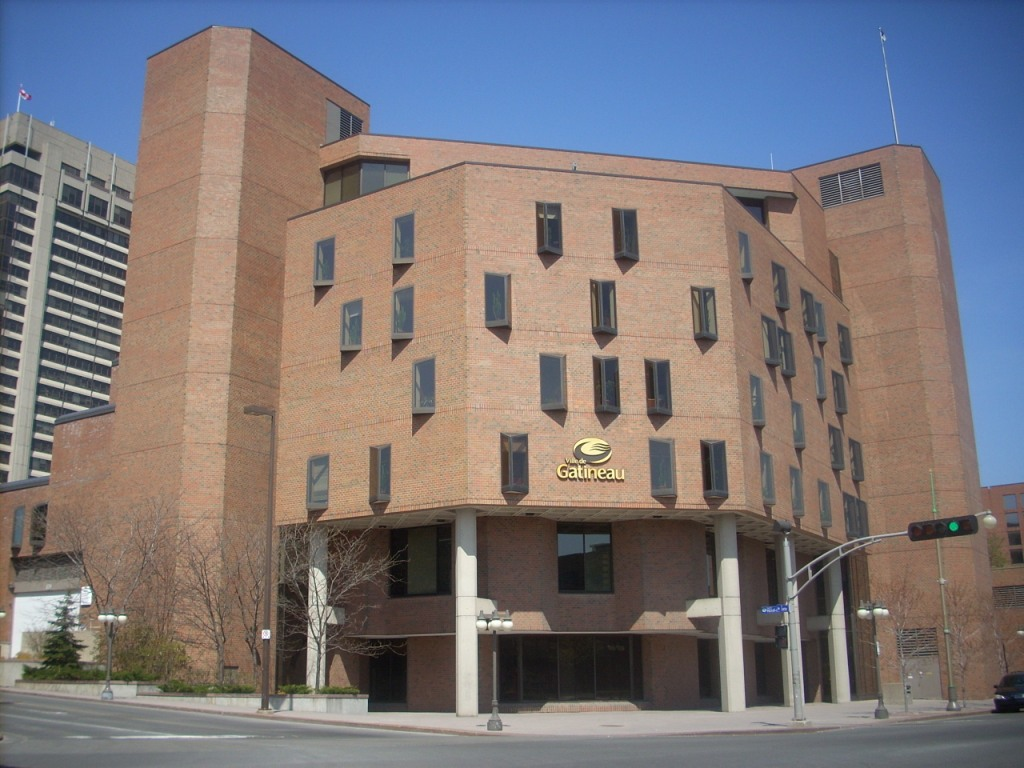
Мэрия Гатино

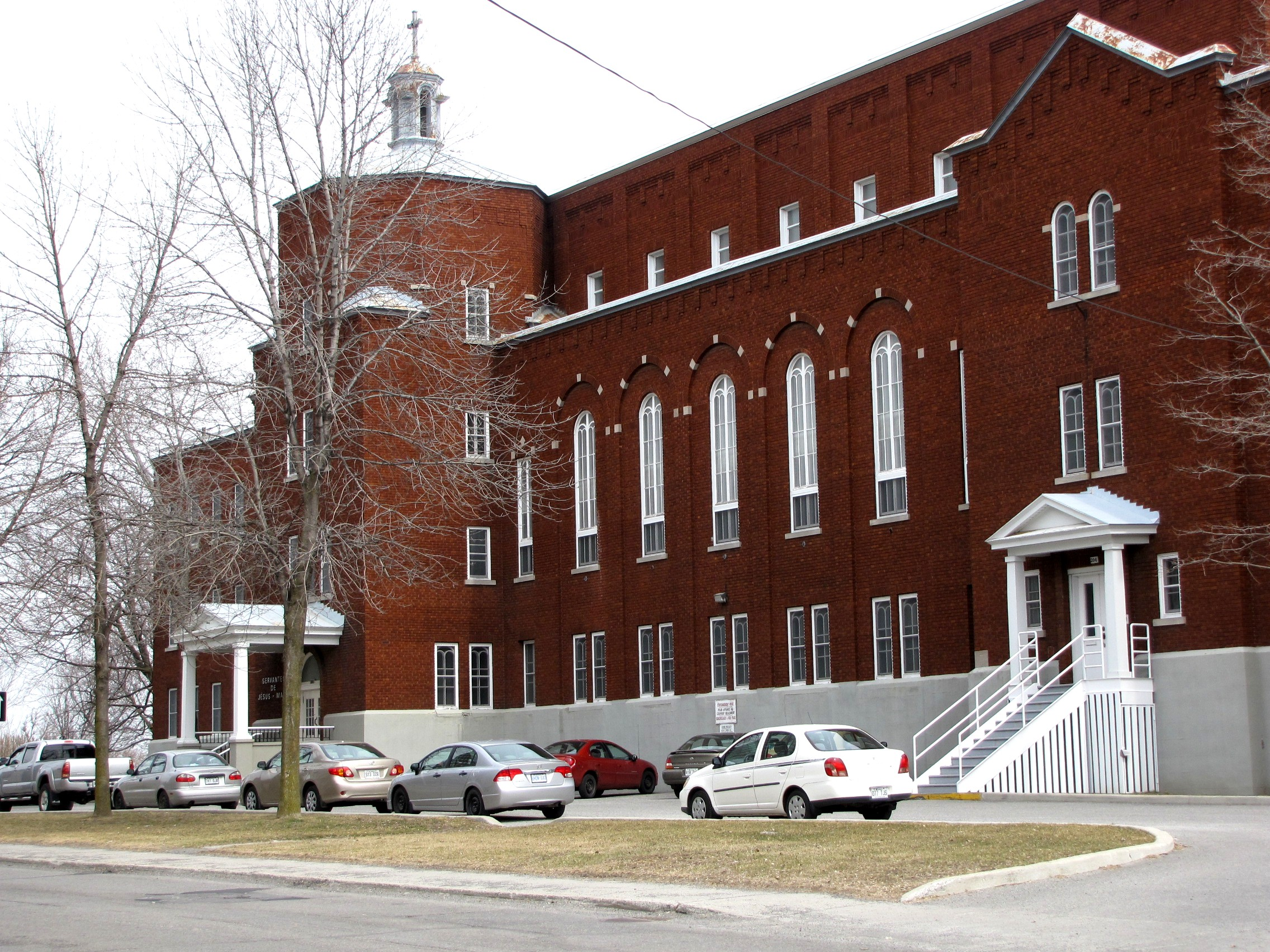
Женский монастырь Служительниц Иисуса и Марии.

Улица Лорье, фр. Rue Laurier — улица в самом центре г. Гатино, Квебек (сектор Халл). Начинается от улицы Эдди (Rue Eddy), где является продолжением бульвара Александр-Таше, и заканчивается у улицы Дюссо (Rue Dussault).
Основной достопримечательностью улицы является Канадский музей цивилизаций, весьма популярный среди гостей г. Гатино. Также здесь расположена мэрия г. Гатино, соединённая надземными переходами со зданием Суда Гатино, несколькими отелями, частным колледжем Сен-Жозеф и другими офисными зданиями площади Портаж. Напротив здания мэрии, у берега р. Оттава, расположено историческое здание бумажной фабрики «Скотт», которая функционирует до настоящего времени.
Ранее на улице находился один из самых старых (с 1922 г.) ресторанов региона, кафе «Анри Бюрже» (Cafe Henry Burger), который закрылся в 2006 г.
Рядом с музеем находится парк Жака Картье, где проходят многие фестивали Гатино — в частности, Винтерлюд, Канадский фестиваль тюльпанов и День Канады. В парке также находится прогулочная пристань и дорожки для велосипедистов.
На улицу Лорье выходят сразу четыре моста, соединяющих Гатино с Оттавой: это (с юго-запада на северо-восток) мост Шодьер, мост Александры, мост Портаж и мост Макдональда-Картье.